# Slimbridge
Slimbridge é uma  paróquia e aldeia de Stroud, no condado de  Gloucestershire, na Inglaterra. De acordo com o Censo de 2011, tinha 1136 habitantes. Tem uma área de 16,36  km².